# 卡西欧 Fx-5800P
卡西欧 Fx-5800P是一款卡西欧公司发布的可编程计算器，来取代上一代产品Fx-4800P及Fx-4850P。这款产品被广泛的用于测绘领域。

## 技术信息
- 屏幕：点阵LCD屏幕，可显示4行，每行16字符。
- 连接端口: 2.5 mm I/O port，可使用随机附送的SB-62联机线互联。
- 电源：1节AAA电池。[1]
- 显示方式：自然书写。